# (55196) Marchini
Pour les articles homonymes, voir Marchini.
(55196) Marchini est un astéroïde de la ceinture principale et plus spécifiquement du groupe de Hilda.

## Description
(55196) Marchini est un astéroïde du groupe de Hilda. Il présente une orbite caractérisée par un demi-grand axe de 3,99 UA, une excentricité de 0,15 et une inclinaison de 5,6° par rapport à l'écliptique.

## Compléments